# John Mellencamp
John J. Mellencamp (Seymour, Indiana, 1951. október 7.), korábbi nevein Johnny Cougar, John Cougar és John Cougar Mellencamp, amerikai zenész, énekes-dalszerző, festő, színész és filmrendező. 2008. március 10-én bekerült a Rock and Roll Hall of Fame-be. 2018. június 14-én a Songwriters Hall of Fame-be is bekerült. Legnagyobb zenei hatásai Bob Dylan, Woody Guthrie, James Brown és a Rolling Stones.
A Rolling Stone magazin írója, Anthony DeCurtis, a Billboard magazin szerkesztője, Timothy White, és a Creedence Clearwater Revival korábbi énekese, John Fogerty is pozitívan nyilatkoztak munkásságáról. Johnny Cash a "tíz legjobb dalszerzőből az egyiknek" nevezte.
Zenéjét a rock, heartland rock, roots rock és folk rock műfajokba sorolják.

## Élete
Az indianai Seymour-ban született. Német felmenőkkel rendelkezik. Első együttesét 14 éves korában alapította meg, "Crepe Soul" néven.
A Vincennes University tanulója volt az indianai Vincennes-ben, 1972-ben. Ekkoriban szokott rá a drogokra és az alkoholra is.
Miután 18 hónapot utazott Indiana és New York City között, megtalálta Tony DeFries producert. DeFries azt akarta, hogy az első, feldolgozásokat tartalmazó nagylemeze a "John Cougar" művésznév alatt jelenjen meg, mivel úgy érezte, hogy a "Mellencamp" név senkit nem fog érdekelni, és marketing szempontjából is nehézkes. Mellencamp beleegyezett, de később elárulta, hogy nem rajongott a művésznevéért.

## Együttesének tagjai
- Mike Wanchic – gitár, vokál (1976–)
- Andy York – gitár, vokál (1994–)
- Miriam Sturm – hegedű (1996–)
- Dane Clark – dob, vokál (1996–)
- John Gunnell – basszusgitár (1999–)
- Troye Kinnett – billentyűk, harmonika, vokál (2006–)

## Korábbi tagok
- Larry Crane – gitár, vokál (1976–1991)
- Robert "Ferd" Frank – basszusgitár, vokál (1977–1981)
- Tom Knowles – dob, vokál (1977–1979)
- Eric Rosser – zongora, billentyűk (1979–1981)
- Kenny Aronoff – dob (1980–1996)
- Kenneth Lax - vokál (1979-1982)
- Pat Peterson – vokál (1981–2006)
- Toby Myers – basszusgitár, vokál (1982–1999)
- Lisa Germano – hegedű (1985–1994)
- Crystal Taliefero – vokál (1985–1989)
- John Cascella – billentyűk, harmonika (1984–1992)
- David Grissom – gitár (1989, 1991–1993)
- Michael Ramos – billentyűk, harmonika (2002–2005)
- Courtney Kaiser-Sandler - vokál, ütős hangszerek (2000-2005)
- Moe Z M.D. – billentyűk, orgona, vokál (1996–2002)

## Diszkográfia
- Chestnut Street Incident (1976)
- A Biography (1978)
- John Cougar (1979)
- Nothin' Matters and What If It Did (1980)
- American Fool (1982)
- The Kid Inside (1983)
- Uh-Huh (1983)
- Scarecrow (1985)
- The Lonesome Jubilee (1987)
- Big Daddy (1989)
- Whenever We Wanted (1991)
- Human Wheels (1993)
- Dance Naked (1994)
- Mr. Happy Go Lucky (1996)
- John Mellencamp (1998)
- Rough Harvest (1999)
- Cuttin' Heads (2001)
- Trouble No More (2003)
- Freedom's Road (2007)
- Life, Death, Love and Freedom (2008)
- No Better Than This (2010)
- Plain Spoken (2014)
- Sad Clowns & Hillbillies (2017)
- Strictly a One-Eyed Jack (2022)